# BTR-3
BTR-3 – skonstruowana na Ukrainie wersja transportera opancerzonego BTR-80.

## Historia
W połowie lat 90. na Ukrainie powstała modyfikacja BTR-80 oznaczona jako BTR-94K. Modyfikacja polegała na instalacji nowego silnika własnej konstrukcji typu 3TR o mocy 280-300 KM i nowej wieży z silniejszym uzbrojeniem. W 2001 roku na salonie IDEX w Dubaju ujawniono po raz pierwszy pojazd oznaczony jako BTR-3U, będący dalszą modyfikacją BTR-80, opracowaną przede wszystkim z myślą o eksporcie z pomocą firmy ze Zjednoczonych Emiratów Arabskich. Zaprezentowany pojazd miał niemiecki silnik wysokoprężny Deutz BF6M105 o mocy 326 KM (240 kW) współpracujący z amerykańską automatyczną skrzynią przekładniową Allison MD3066. Wyposażony był w ukraińską wieżę Szkwał mieszczącą 30 mm armatę automatyczną KBA-3, granatnik automatyczny tego samego kalibru, czołgowy karabin maszynowy 7,62 mm i dwie wyrzutnie ppk (na prototypie zainstalowane były ppk 9M113 Konkurs, docelowo miały to być Kornety). Poza trzema członkami załogi w pojeździe może być transportowanych sześciu żołnierzy desantu. Pierwsze prototypy powstały w 2000 roku, a produkcja seryjna rozpoczęła się w 2008 roku.

## Wersje
- BTR-3U Myśliwy - znany jako BTR-94K
  - BTR-3U Guardian – z niemieckim silnikiem Deutz BF6M105 i ukraińską wieżą Szkwał
  - BTR-3U1
- BTR-3E
  - BTR-3E1
  - BTR-3E ARV
  - BTR-3E 90 CPWS-30
  - BTR-3M1
  - BTR-3M2
- BTR-3K
- BTR-3C
- BTR-3BR
- BTR-3RK
- BTR-3DA

## Użytkownicy
- Azerbejdżan
- Czad
- Ekwador
- Kazachstan
- Mjanma
- Nigeria
- Tajlandia
- Zjednoczone Emiraty Arabskie
- Ukraina